# Дель-Эра, Антониетта
Антониетта Дель-Эра (итал. Antonietta Dell'Era, 16 февраля 1860, Милан, Италия — 22 июня 1945, Берлин, Германия) — артистка балета, первая исполнительница партии феи Драже в балете П. И. Чайковского «Щелкунчик».

## Биография
Начала заниматься балетом в возрасте шести лет в частной школе Карло Блазиса у его супруги Аннунциаты Рамачини. Как балерина обладала большим прыжком, сильными пуантами и такой хорошей техникой, что спокойно делала три пируэта без поддержки партнёра. Дебютировала в Милане на сцене театра Даль Верме, затем танцевала в Барселоне и в каирской Хедивской Опере (не позднее 1877). В январе 1879 «под звуки аплодисментов» выступала в Мессине на сцене театра Виктора-Эммануила, где имела большой успех в тарантелле. 
В том же 1879 году балерина заключила контракт с дирекцией Королевской оперы в Берлине, который продлевался вплоть до 1909 года. Работала в театре под руководством балетмейстера Поля Тальони.
Имея возможность гастролировать во время летнего отпуска, летом 1886 года Дель-Эра выступала в санкт-петербургской Новой Деревне на сцене увеселительного сада «Аркадия». Начиная с 5 июня она исполняла в танцевальных антрактах фрагменты из балетов «Коппелия», «Сатанилла» и «Сильвия», входивших в её берлинский репертуар.
На лето 1887 года была ангажирована М. В. Лентовским в московский сад «Эрмитаж», затем выступала в Харькове.
В 1892 году танцевала в Санкт-Петербурге на сцене Мариинского театра. Дебютировала 20 ноября в партии принцессы Авроры в балете Мариуса Петипа «Спящая красавица». 6 декабря стала первой исполнительницей партии феи Драже (принц Коклюш — Павел Гердт) на премьере балета П. И. Чайковского и Льва Иванова «Щелкунчик». 16 января 1893 года покинула Санкт-Петербург до истечения своего контракта ради участия в берлинских торжествах.
2 мая 1901 года танцевала главную партию на премьере единственного балета Иоганна Штрауса «Золушка».

## Мемориальный фонд Дель-Эра
Согласно желанию балерины в Берлине был учреждён благотворительный фонд её имени. Средства фонда направляются на то, чтобы в случае травмы помочь танцовщикам получить лечение, реабилитацию, а также образование в какой-либо другой области.